# Liste des bourgmestres de Namur
Cet article établit la liste des maires et bourgmestres de Namur depuis 1803.

## Liste des maires (1803-1817) et bourgmestres de Namur (1818-1830)
L’arrêté des représentants du peuple français, envoyés près les armées du Nord et de Sambre-et-Meuse, du 24 prairial an III (12 juin 1795), stipulait que toutes les communes de Belgique et du pays de Liège porteraient le titre de municipalité (art. 1er), leur chef, le nom de maire, et les remplaçants de celui-ci seul le nom d’officiers municipaux (art. 2). La Constitution du 5 fructidor an III (22 août 1795) prévoyait, sous son titre VII («Corps administratifs et municipaux»), dans les communes de 5 000 à 100 000 habitants, une seule administration municipale (art. 178), dirigée par un président choisi dans la commune, lequel serait assisté dans les communes de 10 000 à 50 000 âmes par sept officiers municipaux (art. 182). Cette organisation municipale fut revue par une loi du 28 pluviôse an VIII (17 février 1800): désormais, il y aurait un maire dans chaque commune, lui-même secondé par deux adjoints dans les villes de 10 000 à 40 000 habitants (art. 12); ils formaient le conseil municipal (art. 15).
Le règlement pour la composition des régences de ville, approuvé pour la province de Namur par arrêté royal du 12 mai 1817, n° 161, institua le collège des bourgmestre et échevins dont les membres étaient nommés par le roi, sur une liste triple, qui lui était présentée par le conseil de régence de la ville (art. 1er et 37). Un nouveau règlement pour l'administration des villes méridionales, approuvé pour la province de Namur par arrêté royal du 19 janvier 1824, n° 53, maintient cette organisation (art. 1er). En principe, le roi nommait le bourgmestre (et les échevins) toujours parmi les membres du conseil de la ville (art. 52).
La loi organique du 30 mars 1836, sur les communes, dispose que le roi nommera le bourgmestre et les échevins au sein du conseil communal (art. 2) qui dans les communes de 20 000 à 25 000 habitants est composé de dix-sept membres (art. 4). Il y aura quatre échevins dans les communes dont la population dépasse 20 000 habitants; ils formeront un collège, présidé par le bourgmestre (art. 3).
Le premier bourgmestre de Namur fut donc Pierre, Joseph, Baudouin de Gaiffier de Tamison de Maharenne, né à Senenne (Anhée) le 7 juillet 1757. Nommé d'office comme membre du corps équestre dans la province de Namur (a.r. 20 février 1816), de 1817 à 1824, élu auprès des États-Provinciaux, il fut inscrit sur les registres du Conseil Suprême de la noblesse des Pays-Bas le 25 juillet 1825. Il mourut à Namur le 13 juillet 1823.
| Maire ou bourgmestre                                            | Mandat    | Parti                                      |
| --------------------------------------------------------------- | --------- | ------------------------------------------ |
| Pierre, Joseph, Baudouin de Gaiffier de Tamison de Maharenne    | 1803-1812 |                                            |
| Henri, Léopold, Servais, Ghislain de Rennette de Villers-Perwin | 1817      | Corps équestre dans la province de Namur   |
| Pierre, Joseph, Baudouin de Gaiffier de Tamison de Maharenne    | 1818-1819 | Corps équestre dans la province de Namur   |
| Louis de La Roche du Ronzet                                     | 1820-1821 | Corps équestre dans la province de Namur   |
| Henri, Léopold, Servais, Ghislain de Rennette de Villers-Perwin | 1822-1824 | Corps équestre dans la province de Namur   |
| Louis de La Roche du Ronzet                                     | 1825-1829 | Corps équestre dans la province de Namur   |
| J. Tonnelier                                                    | 1830      | Ordre des Villes dans la province de Namur |

## Liste des bourgmestres depuis 1830
| N°  | Nom                   | Mandat      | Note | Parti      | Image |
| --- | --------------------- | ----------- | ---- | ---------- | ----- |
| 1°  | Jean-Baptiste Brabant | 1830-1838   |      | Catholique |       |
| 2°  | Charles Zoude         | 1839-1842   |      | Catholique |       |
| 3°  | François Dufer        | 1842-1867   |      | Catholique |       |
| 4°  | Xavier Lelièvre       | 1867-1876   |      | Catholique |       |
| 5°  | Émile Piret-Pauchet   | 1876-1879   |      | Catholique |       |
| 6°  | Émile Cuvelier        | 1879-1890   |      | Libéral    |       |
| 7°  | Henri Lemaître        | 1891-1895   |      | Catholique |       |
| 8°  | Ernest Mélot          | 1895-1908   |      | Catholique |       |
| 9°  | Joseph Saintraint     | 1908-1911   |      | Catholique |       |
| 10° | Arthur Procès         | 1912-1921   |      | Libéral    |       |
| 11° | Joseph Saintraint     | 1921-1924   |      | Catholique |       |
| 12° | Fernand Golenvaux     | 1924-1930   |      | Catholique |       |
| 13° | Baron Louis Huart     | 1931-1963   |      | Catholique |       |
| 14° | Fernand Pieltain      | 1964-1970   |      | PSC        |       |
| 15° | Émile Lebrun          | 1971-1976   |      | PSC        |       |
| 16° | Louis Namèche         | 1977-1982   |      | PS         |       |
| 17° | Jean-Louis Close      | 1983-2000   |      | PS         |       |
| 18° | Bernard Anselme       | 2001-2006   |      | PS         |       |
| 19° | Jacques Étienne       | 2006-2012   |      | CDH        |       |
| 20° | Maxime Prévot         | Depuis 2012 |      | CDH LE     |       |